# 愛知県道488号三河豊田停車場大林線
愛知県道488号三河豊田停車場大林線（あいちけんどう488ごう みかわとよたていしゃじょうおおばやしせん）は、愛知県豊田市内を通る一般県道である。

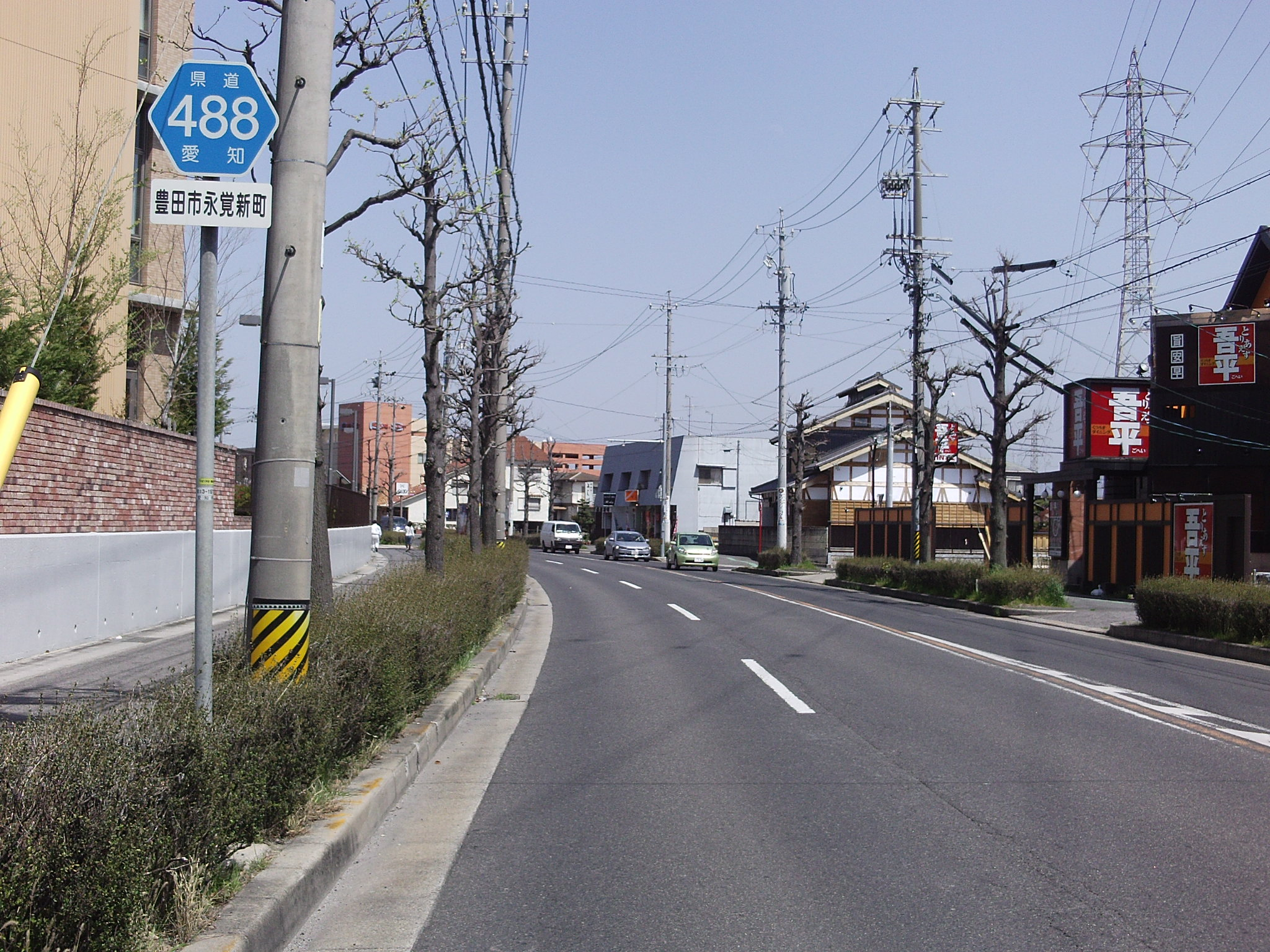
終点の大林側。上郷街道と豊田の山之手を結ぶ。

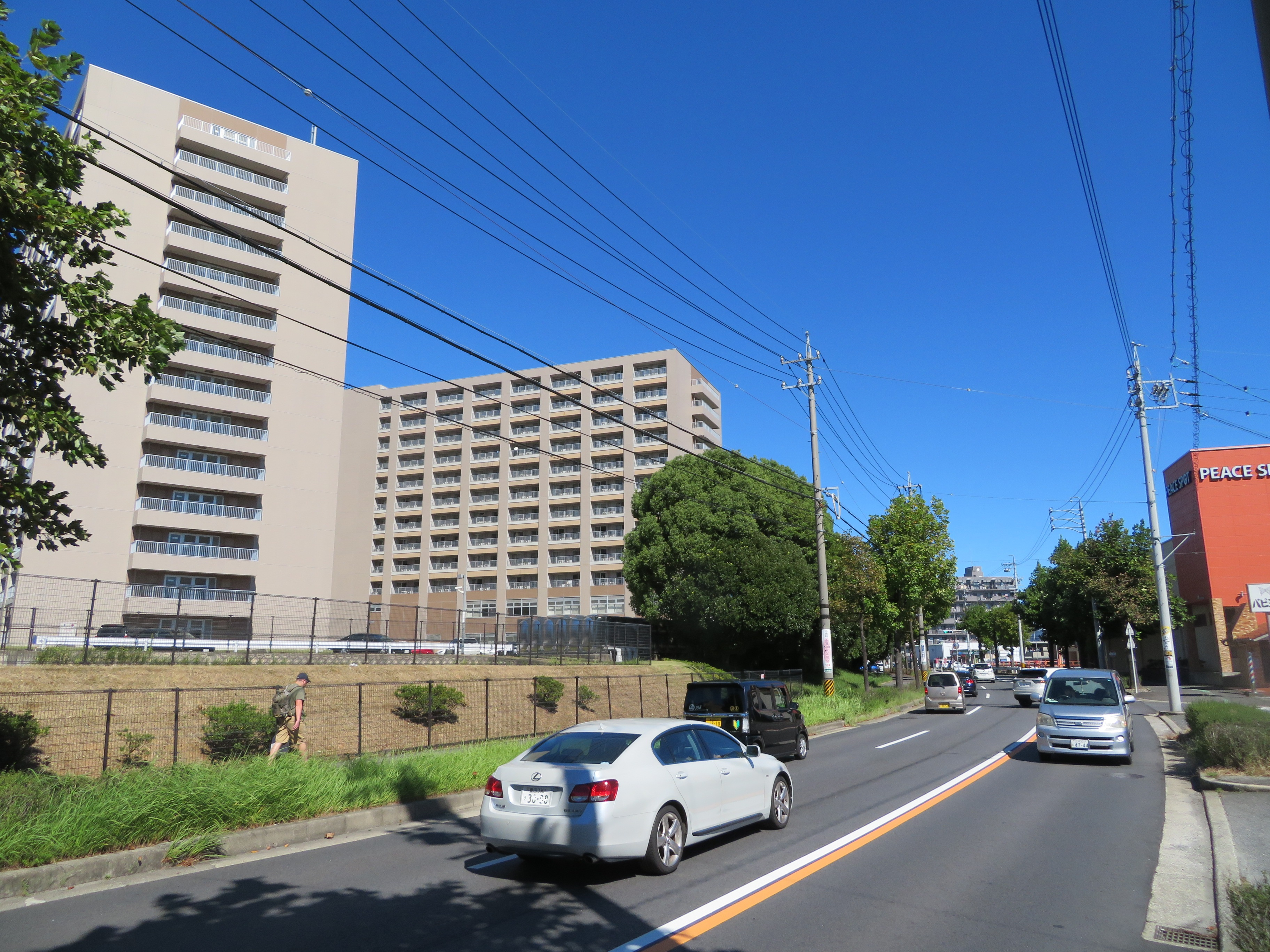
豊田市大林町。トヨタ自動車の従業員寮「アリビオ大林」。

## 概要

### 路線データ
- 起点：三河豊田停車場
- 終点：愛知県豊田市大林町
- 延長：約2.2キロメートル

## 沿革
- 1962年4月1日：認定

## 通過する自治体
- 愛知県
  - 豊田市

## 接続する路線
- 愛知県道491号豊田環状線（外環状線）（山之手4丁目交差点）
- 愛知県道489号本地鴛鴨線（大林町12丁目交差点）
- 愛知県道12号豊田一色線（大林町8丁目交差点）
- 愛知県道76号豊田安城線（上郷街道）（大林町8丁目交差点）

## 沿線・周辺
- 愛知環状鉄道・愛知環状鉄道線 三河豊田駅
- トヨタ自動車本社工場
- トヨタ生活協同組合 生協会館
- 豊田市立大林こども園
- 豊田市立大林小学校
- トヨタ紡織グローバル研修センター